# Битва при Люйшуне
Битва при Люйшуне (яп. 旅順攻囲戦) — сухопутное сражение во время Японо-китайской войны (1894—1895), произошедшее 21 ноября 1894 года на Ляодунском полуострове.

## Предыстория

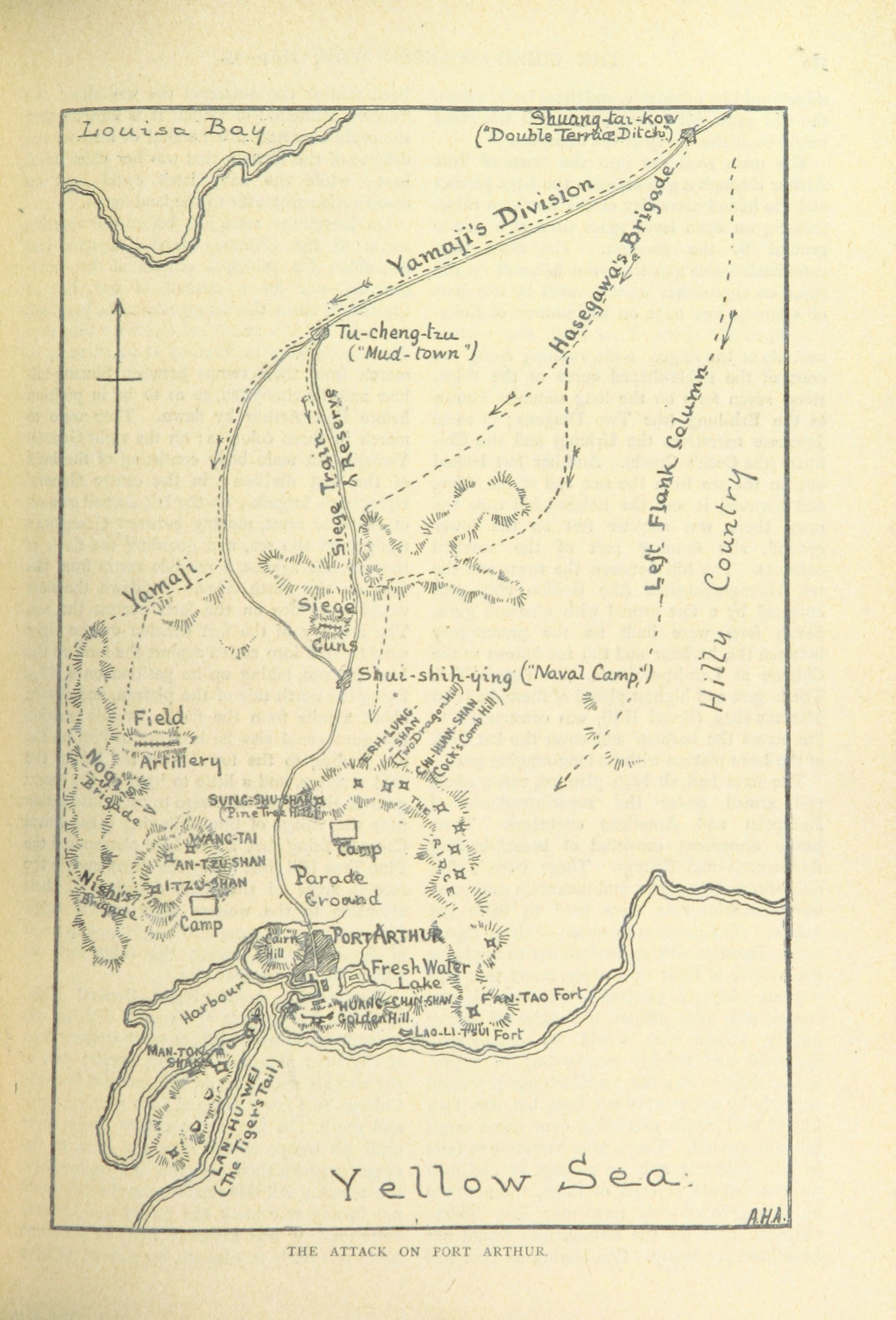
Карта операции

После поражения на реке Ялу основные силы китайской армии отступили в Южную Маньчжурию. Сковав основные силы противника в центральной части провинции Фэнтянь, японское командование выделило 1-ю провинциальную дивизию (сформирована в Токио, командующий — генерал-лейтенант Ямадзи Мотохару) и 12-ю бригаду 6-й провинциальной дивизии (сформирована в Кумамото) во 2-ю армию, командующим которой стал фельдмаршал Ояма Ивао. Воспользовавшись тем, что после сражения в устье реки Ялу господство на море захватил японский флот, 2-я армия 24 октября высадилась на Ляодунском полуострове под Бицзыво, и быстро двинулась на юг, 6 ноября взяв обнесённый стенами город Цзиньчжоу, а 7 ноября — глубоководный порт Далянь, покинутый гарнизоном. Мощные укрепления Даляня, на создание которых были затрачены колоссальные средства, так и не сделали ни единого выстрела по врагу. В Даляне японцам достались колоссальные трофеи — множество артиллерийских орудий, снарядов, провианта, патронов и т. д.
Китайский комендант крепости Люйшунь Цзян Гуйти, а также многие офицеры и чиновники, прихватив всё ценное, заранее бежали из крепости. В рядах оставшегося офицерства оказалось немало изменников. Генералы, не желая рисковать жизнью, не организовали отпора неприятелю. Генерал Сюй Бандао сделал успешную вылазку из Люйшунькоу, разгромив одну из японских колонн, ведших разведку местности, но не был поддержан другими войсками и был вынужден вернуться в крепость с трофеями и пленными. На следующий день, видя, что боевой порыв его частей пропал даром, он вышел из крепости со своими войсками и прорвался на север по восточному берегу Ляодунского полуострова. Японцы не старались задержать его части.

## Ход битвы
После ухода отряда Сюй Бандао какая-либо организованная оборона крепости стала невозможна. Рабочие доков, получив от командования оружие, присоединились к мародерским шайкам морально разложившихся солдат. В ночь на 21 ноября 1894 года японская армия начала штурм Люйшуня. После часовой артиллерийской подготовки японская пехота штурмовала три форта на холмах западнее крепости. Затем оно атаковало мощные укрепления на Суншушане – здесь им помогло удачное попадание на китайский склад боеприпасов. Еще одна атака, направленная на холмы Эрлуншань и Цзигуаншань, привела к захвату еще семи редутов. В полдень значительная часть внешнего кольца крепости оказалась в руках нападавших.
Следующей целью были прибрежные форты, орудия которых не могли быть направлены вглубь суши и которые после захвата фортов на холмах становились относительно легкой целью. К 16.00 японцы захватили девять из них с 60 орудиями (в ранее захваченных они захватили еще 50). Японцам осталось захватить укрепления внутренней (старой) крепости, которую они решили атаковать на следующий день. Это оказалось ненужным, поскольку защитники покинули их ночью.

## Результаты
Войдя в Люйшунь, японские войска обнаружили трупы захваченных в плен японских солдат со следами жестоких пыток. Это оказалось удобным предлогом для начала истребления местного населения по обвинению в пособничестве китайским солдатам, пытавшим и убивавшим японских пленных. За несколько дней японцы убили около 2-3 тысяч человек (20 тысяч, о которых сообщалось в газетах, недоказанное преувеличение). Местные жители по приказу японцев переносили трупы в места, отведённые для их сожжения. В настоящее время на месте кремации возведён обелиск. Информация о Люйшуньской резне мирного населения, попав в мировую прессу, серьёзно повредила международному имиджу и ослабила переговорную позицию Японии во время мирных переговоров.
В Люйшуне японцы захватили огромные запасы военного снаряжения и боеприпасов, судоремонтный док и арсенал; общий объём захваченного оценивался в 60 миллионов иен. Бежавшие из Люйшуня китайские войска двинулись на север, и после беспорядочного отступления слились с частями Хуайской армии.
Падение Люйшуня вызвало переполох в Пекине. Не желая принимать на себя позор военных неудач, вдовствующая императрица Цыси намеренно отошла в тень. Воспользовавшись этим, молодой император отстранил от руководства военными делами Ли Хунчжана, передав их в руки великого князя Гуна.